# Amblypodia alazonia
Amblypodia alazonia är en fjärilsart som beskrevs av William Chapman Hewitson 1869. Amblypodia alazonia ingår i släktet Amblypodia och familjen juvelvingar. Inga underarter finns listade i Catalogue of Life.